# SPSS
SPSS（エスピーエスエス）は、IBMの統計解析ソフトウェアの製品群。
当初は独立した会社の社名および製品名であったが、2009年のIBMによる買収以降は、IBMの製品名となった。

## ソフトウェア
SPSSは統計パッケージソフトの代表的な製品である。SPSSは、社会科学の統計分析に広く使用されているプログラムである。
2009年4月7日より、製品名がPASW Statisticと変更になり、バージョン18より、機能拡張用に R言語とPythonとこれらと SPSS との接続モジュールをバンドルした。IBM社による買収により現在はIBMブランドのIBM SPSS Statisticsとなっている。2016年4月時点では、IBM SPSS Statistics 24.0が最新のバージョンである。

## 会社
- 1968年、ノーマン・ニー、デール・ベント、ハドレイ・ハルの三人によって設立された。1975年法人化されCEOにジャック・ヌーナンが就任している。その後2009年7月29日 IBMが12億ドルで買収すると発表。10月 買収完了を発表[6]。

## 主要製品
- 統計解析ソフトウェアen:IBM SPSS Statistic
- データマイニングツールen:IBM SPSS Modeler
- 共分散構造分析ソフトen:Amos
- テキストマイニングソフトen:IBM SPSS Text Analytics for Surveys
- en:PASW Collection
- en:PASW Data Collection Reporter
- en:PASW Collaboration and Deployment Services

## 参考
- PSPP SPSS 互換を目指して開発が続けられている自由ソフトウェア (主に科学技術分野を想定)
- gretl SPSS 互換を目指して開発が続けられている自由ソフトウェア (主に経済学分野を想定)